# Come Get It Bae
Come Get It Bae è un brano musicale del cantante statunitense Pharrell Williams, in collaborazione con la cantante Miley Cyrus, la quale non viene tuttavia accreditata, pubblicato l'8 maggio 2014 come terzo singolo dal suo secondo album in studio, Girl.

## Classifiche
| Classifica (2014) | Posizione massima |
| ----------------- | ----------------- |
| Australia         | 61                |
| Belgio (Fiandre)  | 20                |
| Belgio (Vallonia) | 30                |
| Canada            | 25                |
| Francia           | 108               |
| Irlanda           | 67                |
| Nuova Zelanda     | 30                |
| Paesi Bassi       | 84                |
| Regno Unito       | 87                |
| Repubblica Ceca   | 13                |
| Slovacchia        | 37                |
| Stati Uniti       | 23                |